# Rogelio Cruz
Ramón Rogelio Cruz Fermín más conocido como el Padre Rogelio es un ex sacerdote salesiano, teólogo, filósofo, sociólogo, activista social, líder popular y filántropo que se ha destacado por ser una de las voces más críticas de los problemas sociales, económicos y medioambientales de República Dominicana.

## Biografía
Nació el 16 de septiembre de 1958 en Las Lagunas, Moca, Provincia Espaillat en República Dominicana. Es el quinto de un total de 11 hermanos que procrearon Joaquín Cruz y María Altagracia Fermín. Realizó estudios de Filosofía en el Seminario Mayor Santo Tomás de Aquino en Santo Domingo, Ciencias Sociales en la Universidad Nacional Pedro Henríquez Ureña, Teología en la Universidad Francisco Marroquín de Guatemala y en Instituto Teológico de Taqueplaque en México. Junto a la orden salesiana realizó el prenoviciado en 1978 y el noviciado en 1979. El 7 de julio de 1990 fue su ordenación presbiterial.
Convirtió el populoso barrio de Cristo Rey en Santo Domingo en su "centro de operaciones" desde donde dirigió numerosos programas de asistencia social, programas religiosos, protestas en contra de diversas situaciones que afectan el país, denuncia actos de corrupción, abusos policiales, situaciones que viven personas de bajos recursos. En la actualidad lo hace desde la provincia La Vega.

### Expulsión de orden salesiana
El "Padre Rogelio" se enfrentó duramente a la Iglesia Católica y a la orden salesiana a la cual pertenecía, estos enfrentamientos tuvieron un punto de inflexión en el 2018 cuando fue acusado de ser el padre biológico de varios niños por la cúpula de esta orden religiosa en respuesta a varios ataques que había hecho, posteriormente, la propia Junta Central Electoral certificó que en realidad Rogelio Cruz era el padre adoptivo de casi una decena de niños los cuáles accedió a declarar por distintos motivos, entre ellos que algunos habían quedado huérfanos. Sin embargo, la orden salesiana ordenó su expulsión motivada en dicha acusación.
A pesar de esto, Cruz no "perdió" su calidad de sacerdote e inclusive, puede celebrar la liturgia con un permiso previo.
Rompe la comunión con la Iglesia Católica Apostólica Romana y se va a la Iglesia Católica Apostólica Brasileña (ICAB)»,donde es nombrado obispo.

## Activismo social
Rogelio Cruz ha sido un importante activista social en distintos ámbitos que afectan a la República Dominicana tales como la lucha contra la explotación del medioambiente en la que se destaca su lucha en contra de la explotación de la reserva protegida Loma Miranda, en contra de la corrupción de todos los gobiernos desde el 1990 hasta la fecha, especialmente en contra de Hipólito Mejía con quien mantuvo fuertes diferencias al punto de rumorarse su expulsión del país, también se enfrentó duramente a Leonel Fernández y a Danilo Medina.
Además de las luchas que dirige, Rogelio Cruz desarrolla diversos programas de asistencia y ayuda social a través de la fundación que lleva su nombre.